# Kraftwerk Nováky
Das Kraftwerk Nováky ist ein stillgelegtes Kohlekraftwerk in der Slowakei.

## Lage
Es befindet sich bei den Orten Nováky und Zemianske Kostoľany (Trenčiansky kraj) und nutzte die vom Bergbauunternehmen Hornonitrianske Bane Prievidza (HBP) in der Umgebung von Prievidza im Tiefbau geförderte Braunkohle.

## Geschichte
Der Bau begann 1949 und der erste Turbogenerator TG1 nahm vier Jahre später den Betrieb auf. Eine weitere Einheit ging 1957 mit 178,8 MWel durch zehn Kesseleinheiten und acht Turbogeneratoren ans Stromnetz. Von 1963 bis 1976 kamen vier weitere Blöcke dazu. Damit stieg die Leistung des Kraftwerks auf 618,8 MWel. 1987 wurde eine Wärmespeiseleitung für die Stadt Prievidza eröffnet. 1998 wurde das Kraftwerk modernisiert und eine Rauchgasentschwefelungsanlage installiert. Nachdem überalterte Teile der Hauptanlage entfernt worden waren, errichtete man dort einen Wirbelschichtkessel und einen Gegendruck-Turbogenerator. Die Gesamtleistung des Kraftwerkes lag nun bei 518 MWel. Die Leistung teilt sich auf in vier Blöcke zu je 110 MWel, sowie drei kleinere Blöcke, mit 32, 28 und 18 MWel Leistung.
Der Block TG 3 mit 32 MW wurde 2014 und 2 der 4 Blöcke mit je 110 MW wurden mit 31. Dezember 2015 stillgelegt, somit verfügte das Kraftwerk seitdem über eine installierte Leistung von 266 MWel.
Der Schornstein des Kraftwerkes ist mit 300 Metern Höhe das höchste freistehende Bauwerk der Slowakei.
Am 20. Dezember 2023 wurde das Kraftwerk stillgelegt.